# Pierre Potain
Pierre Carle Edouard Potain (Parigi, 19 luglio 1825 – Parigi, 5 gennaio 1901) è stato un cardiologo francese.
Il termine "segno di Potain" è un'estensione della ottusità delle percussioni sull'arco aortico dal manubrio alla terza cartilagine costale sul lato destro del corpo. Il nome di Potain è associato a molti altri termini medici omonimi; oggigiorno i seguenti sono usati raramente e perlopiù rivestono solamente un significato storico.
- "Malattia di Potain": edema polmonare
- "Soluzione di Potain": diluente utilizzato in una procedura per contare i globuli rossi
- "Sindrome di Potain": dispepsia con espansione del ventricolo destro e aumento dell'auscultazione polmonare.

Fu l'ideatore dell'aspiratore di Potain, un apparecchio utilizzato per eseguire la toracentesi.